# Mystic Knights – Die Legende von Tir Na Nog
Mystic Knights – Die Legende von Tir Na Nog ist eine US-amerikanisch-irische Fantasy-Fernsehserie. Sie wurde 1998 von Saban Entertainment produziert. Die Handlung der Serie basiert teilweise auf der irischen Mythologie. Eine zweite Staffel mit dem Titel Mystic Knights – Battle Thunder war geplant, wurde aber später abgesagt und das Budget für Power Rangers Lost Galaxy und die englischsprachige Ausgabe von Digimon: Digital Monsters verwendet, aus dem Katalog der Spielfiguren von Mystic Knights – Battle Thunder die nicht auf den Markt kamen, lässt sich entnehmen, dass der Ritter Angus durch den Ritter Liam ersetzt worden wäre. In einem Interview erklärte Lochlann Ó Mearáin (Rohan), die TV-Serie sei deshalb gestoppt worden, weil nicht genug Kinderspielfiguren verkauft wurden und der Reiz an Mystic Knights ausschließlich in den Spielfiguren liegen sollte.

## Handlung
Königin Maeve von Temra will Kells, das Königreich aus dem sie stammt, erobern. Dafür beschwört sie den bösen Feenmeister Mider, mit dessen Hilfe sie Kreaturen beschwören kann. Maeves Rechte Hand sowie mächtigster Krieger und Armeeanführer ist Torc, einst treuergebener Ritter aus Kells. Conchobar, König von Kells, erfährt von Maeves Plan und schickt Rohan den Lehrling des Druiden Cathbad und seinen diebischen Freund Angus aus, den legendären Krieger Draganta zu suchen. Sie werden begleitet von Prinzessin Deirdre, der Tochter des Königs, die insgeheim in Rohan verliebt ist, und Ivar, Prinz eines anderen Königreiches, der nach Kells gekommen ist, um den Kelch zurückzuholen, der von Maeve geraubt wurde, mit dem Mider ins Reich der Lebenden gelangt und der auch im finalen Kampf zwischen Rohan und Maeve eine wichtige Rolle spielen wird.
Die Vier gelangen in die Welt von Tir Na Nog, in der sie deren kleinwüchsigen König Fin Varra aufsuchen. Die Bewohner von Tir Na Nog vertrauen nicht jedem Menschen. Außerdem lieben sie Tanzen, Feiern und Süßigkeiten und sind immer auf der Suche nach Gold (genau wie Angus). Ihr größter Feind ist Mider, der den Thron von Tir Na Nog will. Fin Varra gibt den vier Freunden nach einigen Tests mystische Waffen, die ihnen die Kräfte der Elemente Feuer, Luft, Erde und Wasser verleihen. Mit dieser Macht kämpfen sie nun als mystische Ritter gegen Maeve, die ständig Monster und Kreaturen schickt, die die mystischen Ritter aber alle ausschalten können. Dabei werden sie immer wieder von der kleinen Fee Aideen begleitet. Diese ist genau wie Prinzessin Deirdre insgeheim in Rohan verliebt. Auch Pyron, den gezähmten Drachen von Rohan, können die mystischen Ritter jederzeit zu Hilfe holen, vor allem wenn sein böses Gegenstück, der Drache Tyrun, Kells angreift. Wenn die mystischen Ritter mal nicht weiterwissen oder ein hartnäckiger Zauber auf sie oder Kells fällt, helfen der Druide Cathbad, der nicht nur hellsehen, sondern mit seinen Naturheilkräften und Zauberpulvern fast alle bösen Zauber von Maeve und Mider bannen kann, und König Fin Varra mit seinen Weisheiten weiter. Später schließt sich den mystischen Rittern der zunächst etwas eingebildete Ritter Garrett, der die Macht des Waldes erhalten hat, an. Er wird zunächst von Maeve manipuliert, doch kurze Zeit später von den anderen mystischen Rittern aus Maeves Einfluss befreit. Im späteren Verlauf der Serie erfährt Rohan, der auch der Ritter Draganta ist, dass Maeve seine Mutter ist. Maeve beschwört Lugad, einen gelben muskelbepackten Dämon, als Krieger von Temra, den auch die mystischen Ritter nicht besiegen können. Es stellt sich heraus, dass Lugad Rohans Halbbruder ist, und als Lugad begreift, dass Maeve ihn nur benutzt, schlägt er sich auf die Seite der mystischen Ritter. Am Ende der Serie wird Maeve von Rohan und Lugad besiegt und auf eine Insel verbannt. Die Temras sind keine Bedrohung mehr. Torc flüchtet in die Wälder von Kells. Lugad, nun guter Freund der mystischen Ritter, verlässt Kells, um sein Schicksal zu finden. Doch dem nach dem Sieg über Maeve herrschende Frieden droht Gefahr, denn Maeves Position nimmt die Zauberin Nemain – Maeves frühere Meisterin – ein, die sich nach ihrer Macht zurücksehnt und sich eventuell auf einen Pakt mit Mider einlässt, was darauf schließen lässt, dass die mystischen Ritter auch weiterhin Kells vor dem Bösen beschützen müssen.

## Produktion und Veröffentlichung
Die Erstausstrahlung war am 1. September 1998 auf dem amerikanischen Kinder- und Jugendsender Fox Kids. Die letzte Folge lief am 7. Mai 1999. In Deutschland wurde die Serie vom 26. August 1999 bis 4. November 1999 auf dem Kinder- und Jugendsender Super RTL ausgestrahlt und bis zum 19. November 2004 wiederholt. In Deutschland und den USA wurde eine Videokassette veröffentlicht, die einen Zusammenschnitt der Folgen drei bis sechs in der jeweiligen Sprache enthält. In Deutschland sind darüber hinaus zwei DVDs mit je zwei der ersten vier Folgen erschienen.
Das gleichnamige Titellied der deutschen Version stammt von der Kelly Family. Für den Abspann verwendete Super RTL die Musik der amerikanischen Version.

## Besetzung
| Figur                                  | Schauspieler       | Synchronsprecher      |
| -------------------------------------- | ------------------ | --------------------- |
| Rohan – Mystischer Ritter des Feuers   | Lochlann Ó Mearáin | Oliver Feld           |
| Deirdre – Mystischer Ritter der Luft   | Lisa Dwan          | Carola Ewert          |
| Angus – Mystischer Ritter der Erde     | Vincent Walsh      | Johannes Baasner      |
| Ivar – Mystischer Ritter des Wassers   | Justin Pierre      | Matthias Hinze        |
| Aideen                                 | Kelly Campbell     | Magdalena Turba       |
| Königin Maeve                          | Charlotte Bradley  | Martina Treger        |
| Mider                                  | Ned Dennehy        | Eberhard Prüter       |
| Fin Varra                              | Peadar Lamb        | Eric Vaessen          |
| König Conchobar                        | Stephen Brennan    | Roland Hemmo          |
| Garrett – Mystischer Ritter des Waldes | Ben Palmer         | David Nathan          |
| Cathbad                                | Barry Cassin       | Hans-Werner Bussinger |
| Torc                                   | Gerry O’Brien      | Karl Schulz           |
| Lugad                                  | Eric O’Cuinn       | Tilo Schmitz          |